# Pli Rossmann
Pour les articles homonymes, voir Rossmann.

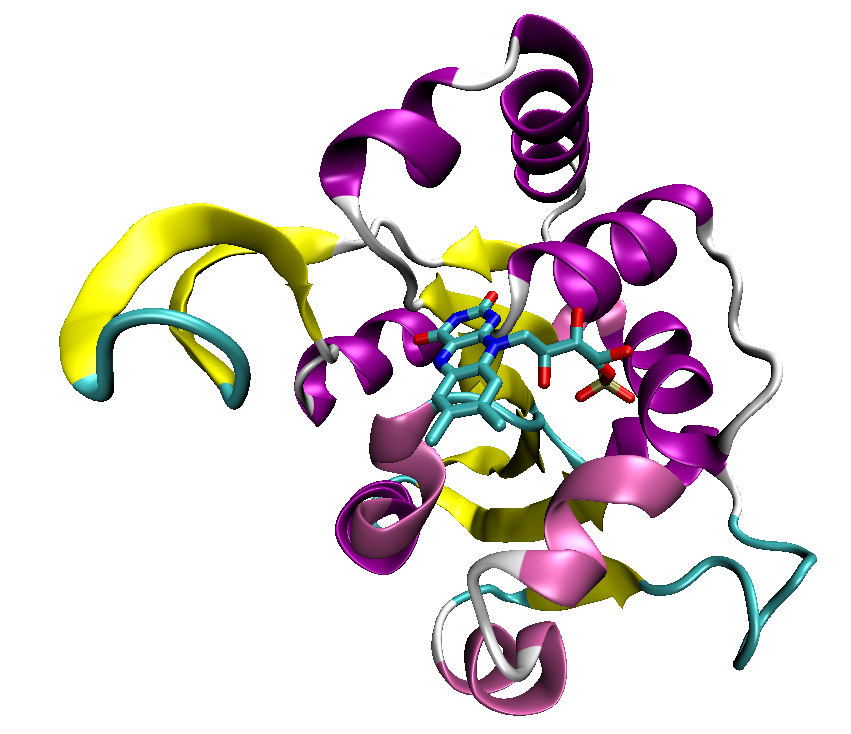
Exemple de pli Rossmann : un domaine d'une protéine décarboxylase de la bactérie staphylococcus epidermidis. L'image présente également la flavine mononucléotide liée.

Le pli Rossmann (de l'anglais Rossmann fold) est un motif structurel protéique présent dans les protéines qui lient les nucléotides et notamment le nicotinamide adénine dinucléotide (NAD). La structure est composée d'un feuillet β fait de 6 brins en parallèle liés à deux paires d'hélices α dans l'ordre topologique β–α–β.
Le pli est nommé d'après le chercheur Michael Rossmann, qui a été le premier à souligner la fréquence de ce type de pli dans certains types de protéines de liaison, notamment les déshydrogénases.